# Татев, Андрей Иванович
Князь Андрей Иванович Татев (ум. после 1569) — рында, голова и воевода в царствование Ивана Грозного.
Из княжеского рода Татевы. Второй сын родоначальника, князя Ивана Фёдоровича Ряполовского по прозвищу Тать (ум. после 1537). Имел братьев, князей Петра и Фёдора Ивановичей.

## Биография
В 1545 году девяносто четвёртый голова в государевом полку в Казанском походе. В 1550 году упомянут в детях боярских 3-й статьи по Стародубу. В этом же году пятый рында в свите царя Ивана Грозного во время второго Казанского похода, в январе и в июле во время Коломенского похода против крымцев. В октябре 1551 года записан сорок шестым в третью статью московских детей боярских. В этом же году девяносто пятый голова в походе к Полоцку. В 1552 году послан третьим с Мещеры в Свияжск. В 1555 году рында с большим государевым копьём в походе к Туле, а 25 марта 1555 прислан воеводой в Карачев «на первой срок». В июле 1557 года послан первым воеводой в Пронск «на обмену тем воеводам, что с поля пришли». В 1558 году вновь первый воевода в Пронске. В 1560—1563 1-й воевода в Михайлове, откуда в июле 1560 году велено ему идти и стоять  'на поле" в Ливнах первым воеводой Сторожевого полка, а в 1562 году ходил воеводою Передового полка в Мценск в сход к боярину и князю Воротынскому. В 1563 году стоял вторым воеводой сторожевого полка под Тулой, «на берегу» после соединения дедиловских и михайловских воевод. В 1564 — 2-й воевода в Полоцке, "в остроге", а за взятие Озерецка прислан к нему от Государя ползолотой угорский. В этом же году сидел пятым за столом при угощении польского посла у боярина князя Бельского.
В сентябре 1565 года четвёртый воевода в Путивле, в октябре отправлен на южную границу с полком левой руки «по татарским вестем». 1 октября 1565 послан с полком левой руки 2-м воеводой в Болхов, к которому подходили войска Давлет-Гирея. 9 октября хан осадил Болхов, но в тот же день при приближении русских полков ночью спешно бежал в степи. За отступление крымцев от города князь Андрей Иванович пожалован золотым. В том же году упомянут 4-м воеводой в Коломне. Тогда же местничался с воеводой из полка правой руки Н. Р. Захарьиным. Никита Захарьин сообщал царю, что князь Татев «списков не взял», а сам князь Татев писал государю, что ему «в левой руке быти не мочно для Никиты Романовича, что Никита в правой руке». Царь ответил обоим, чтоб он «списки взял, и в левой руке был, а меньши ему Никиты быти пригоже». По «тайной росписи» Захарьин должен был идти со сторожевым полком «с берега» и навстречу к царю Ивану Васильевичу.
В сентябре 1567 году второй воевода в Смоленске. В 1568 году первый воевода Сторожевого полка в Дедилово.
В 1569 году сперва по "литовским вестям" воевода в Дорогобуже, а с апреля воевода Сторожевого полка окраинных войск в Орле.

## Семья
Жена: Екатерина №.№ — погребена в Троице-Сергиевой лавре, на надгробном камне была надпись: "Князь Андреева княгиня Ивановича Татева Екатерина".
Дети:
- Иван (ум. после 1606) — стольник и воевода, перешёл на сторону Лжедмитрия I (1604);
- Фёдор — воевода в Берёзове (1603-1605), на Двине (1611-1612), воевода Передового полка в Мценске (1617-1618)[3].
- Юрий
- Семён — дворянин из выбора (1577), убит в сражении (20 сентября 1607), погребён в Троице-Сергиевой лавре, бездетный.
- Княжна Фетинья Андреевна.